# Rapid prototyping
Szybkie prototypowanie, Szybkie wykonywanie prototypów (ang. Rapid prototyping) – grupa technik, stosowanych do szybkiego wykonania skalowanego modelu części fizycznej lub zespołu z wykorzystaniem trójwymiarowych danych projektowych wspomaganych komputerowo (CAD). Konstrukcja części lub zespołu jest zazwyczaj wykonywana z wykorzystaniem technologii druku 3D lub technologii „produkcji warstwowej”.
Pierwsze metody szybkiego prototypowania stały się dostępne pod koniec lat osiemdziesiątych XX w. i zostały wykorzystane do produkcji modeli i części prototypowych. Obecnie są one wykorzystywane w szerokim zakresie i służą do wytwarzania części o jakości produkcyjnej w stosunkowo niewielkiej liczbie, jeśli jest to pożądane, stosunkowo niskim kosztem, biorąc pod uwagę koszty produkcji jednostkowej innych technik wytwarzania.
Podobnie jak w przypadku metod obróbki ubytkowej CNC, projektowanie i produkcja wspomagana komputerowo -CAD -CAM w tradycyjnym szybkim procesie prototypowania rozpoczyna się od stworzenia bazy danych geometrycznych albo jako trójwymiarowej bryły za pomocą stacji roboczej CAD, albo jako dwuwymiarowych „plastrów” za pomocą urządzenia skanującego. Dla szybkiego prototypowania dane te muszą reprezentować prawidłowy model geometryczny, a mianowicie taki, którego powierzchnie graniczne zamykają skończoną objętość, nie zawierają otworów odsłaniających wnętrze i nie nakładają się na siebie. Innymi słowy, bryła musi być pełna. Model jest prawidłowy, jeżeli dla każdego punktu w przestrzeni 3D komputer może jednoznacznie określić, czy punkt ten leży wewnątrz, na czy też na zewnątrz powierzchni granicznej modelu. Postprocesory CAD będą aproksymować wewnętrzne krzywe geometryczne CAD (np. poprzez funkcję B-splines) za pomocą uproszczonej formy matematycznej, która z kolei jest wyrażona w określonym formacie danych, który jest typowy dla technologii przyrostowej. Format pliku STL jest standardem dla przenoszenia modeli geometrycznych do maszyn SFF.
Pierwsze rozwiązania typu Szybkiego Prototypowania stały się dostępne w latach 80. XX wieku.